# Historique du parcours européen des Girondins de Bordeaux
Pour un article plus général, voir Football Club des Girondins de Bordeaux.
 (octobre 2024).
Si vous disposez d'ouvrages ou d'articles de référence ou si vous connaissez des sites web de qualité traitant du thème abordé ici, merci de compléter l'article en donnant les références utiles à sa vérifiabilité et en les liant à la section « Notes et références ».
 (octobre 2024).
Historique du parcours européen des Girondins de Bordeaux de 1950 à nos jours.

## Parcours par saison

### Années 1960

#### 1964-1965
Coupe des villes de foires :
| Tour         | Club              | Aller | Total | Retour | Club                  |
| ------------ | ----------------- | ----- | ----- | ------ | --------------------- |
| Premier tour | Borussia Dortmund | 4 - 1 | 4 - 3 | 0 - 2  | Girondins de Bordeaux |

#### 1965-1966
Coupe des villes de foires :
| Tour         | Club                  | Aller | Total  | Retour | Club              |
| ------------ | --------------------- | ----- | ------ | ------ | ----------------- |
| Premier tour | Girondins de Bordeaux | 0 - 4 | 1 - 10 | 1 - 6  | Sporting Portugal |

#### 1966-1967
Coupe des villes de foires :
| Tour          | Club        | Aller | Total  | Retour | Club                  |
| ------------- | ----------- | ----- | ------ | ------ | --------------------- |
| Premier tour  | FC Porto    | 2 - 1 | 3 - 3* | 1 - 2  | Girondins de Bordeaux |
| 16e de finale | La Gantoise | 1 - 0 | 1 - 0  | 0 - 0  | Girondins de Bordeaux |

* Les Girondins sont qualifiés au tirage au sort.

#### 1967-1968
Coupe des villes de foires :
| Tour          | Club                      | Aller | Total | Retour | Club                  |
| ------------- | ------------------------- | ----- | ----- | ------ | --------------------- |
| Premier tour  | St. Patrick's Athletic FC | 1 - 3 | 4 - 9 | 3 - 6  | Girondins de Bordeaux |
| Deuxième tour | Girondins de Bordeaux     | 1 - 3 | 1 - 4 | 0 - 1  | Athletic Bilbao       |

#### 1968-1969
Coupe des vainqueurs de coupe :
| Tour         | Club                  | Aller | Total | Retour | Club       |
| ------------ | --------------------- | ----- | ----- | ------ | ---------- |
| Premier tour | Girondins de Bordeaux | 2 - 1 | 2 - 4 | 0 - 3  | FC Cologne |

#### 1969-1970
Coupe des villes de foires :
| Tour          | Club        | Aller | Total | Retour | Club                  |
| ------------- | ----------- | ----- | ----- | ------ | --------------------- |
| 32e de finale | Dunfermline | 4 - 0 | 4 - 2 | 0 - 2  | Girondins de Bordeaux |

### Années 1980

#### 1981-1982
Coupe UEFA :
| Tour          | Club                  | Aller | Total | Retour | Club                  |
| ------------- | --------------------- | ----- | ----- | ------ | --------------------- |
| 32e de finale | Víkingur Reykjavik    | 0 - 4 | 0 - 8 | 0 - 4  | Girondins de Bordeaux |
| 16e de finale | Girondins de Bordeaux | 2 - 1 | 2 - 3 | 0 - 2  | Hambourg SV           |

#### 1982-1983
Coupe UEFA :
| Tour          | Club                  | Aller | Total | Retour  | Club                  |
| ------------- | --------------------- | ----- | ----- | ------- | --------------------- |
| 32e de finale | FC Carl Zeiss Iéna    | 3 - 1 | 3 - 6 | 0 - 5   | Girondins de Bordeaux |
| 16e de finale | Hajduk Split          | 4 - 1 | 4 - 5 | 0 - 4   | Girondins de Bordeaux |
| 8e de finale  | Girondins de Bordeaux | 1 - 0 | 1 - 2 | 0 - 2ap | Universitatea Craiova |

#### 1983-1984
Coupe UEFA :
| Tour          | Club                  | Aller | Total | Retour | Club               |
| ------------- | --------------------- | ----- | ----- | ------ | ------------------ |
| 32e de finale | Girondins de Bordeaux | 2 - 3 | 2 - 7 | 0 - 4  | Lokomotive Leipzig |

#### 1984-1985
Coupe des clubs champions :
| Tour          | Club                  | Aller | Total          | Retour  | Club                   |
| ------------- | --------------------- | ----- | -------------- | ------- | ---------------------- |
| 16e de finale | Girondins de Bordeaux | 3 - 2 | 3 - 2          | 0 - 0   | Athletic Bilbao        |
| 8e de finale  | Girondins de Bordeaux | 1 - 0 | 2 - 1          | 1 - 1ap | Dinamo Bucarest        |
| 1/4 de finale | Girondins de Bordeaux | 1 - 1 | 2 - 2 5 - 3tab | 1 - 1   | Dniepr Dniepropetrovsk |
| demi-finale   | Juventus              | 3 - 0 | 3 - 2          | 0 - 2   | Girondins de Bordeaux  |

#### 1985-1986
Coupe des clubs champions :
| Tour          | Club                  | Aller | Total | Retour | Club       |
| ------------- | --------------------- | ----- | ----- | ------ | ---------- |
| 16e de finale | Girondins de Bordeaux | 2 - 3 | 2 - 3 | 0 - 0  | Fenerbahçe |

#### 1986-1987
Coupe des vainqueurs de coupe :
| Tour          | Club                  | Aller | Total          | Retour | Club                  |
| ------------- | --------------------- | ----- | -------------- | ------ | --------------------- |
| 16e de finale | Waterford United      | 1 - 2 | 1 - 6          | 0 - 4  | Girondins de Bordeaux |
| 8e de finale  | Benfica Lisbonne      | 1 - 1 | 1 - 2          | 0 - 1  | Girondins de Bordeaux |
| 1/4 de finale | Girondins de Bordeaux | 1 - 0 | 3 - 3E         | 2 - 3  | Torpedo Moscou        |
| demi-finale   | Girondins de Bordeaux | 0 - 1 | 1 - 1 5 - 6tab | 1 - 0  | Lokomotive Leipzig    |

#### 1987-1988
Coupe des clubs champions :
| Tour          | Club                  | Aller | Total  | Retour | Club                  |
| ------------- | --------------------- | ----- | ------ | ------ | --------------------- |
| 16e de finale | Girondins de Bordeaux | 2 - 0 | 4 - 0  | 2 - 0  | Dynamo Berlin         |
| 8e de finale  | Lillestrøm SK         | 0 - 0 | 0 - 1  | 0 - 1  | Girondins de Bordeaux |
| 1/4 de finale | Girondins de Bordeaux | 1 - 1 | 1 - 1E | 0 - 0  | PSV Eindhoven         |

#### 1988-1989
Coupe UEFA :
| Tour          | Club                   | Aller | Total | Retour | Club                  |
| ------------- | ---------------------- | ----- | ----- | ------ | --------------------- |
| 32e de finale | Dniepr Dniepropetrovsk | 1 - 1 | 2 - 3 | 1 - 2  | Girondins de Bordeaux |
| 16e de finale | Ujpest Dozsa           | 0 - 1 | 0 - 2 | 0 - 1  | Girondins de Bordeaux |
| 8e de finale  | Girondins de Bordeaux  | 0 - 1 | 0 - 1 | 0 - 0  | SSC Naples            |

### Années 1990

#### 1990-1991
Coupe UEFA :
| Tour          | Club          | Aller | Total | Retour | Club                  |
| ------------- | ------------- | ----- | ----- | ------ | --------------------- |
| 32e de finale | Glenavon FC   | 0 - 0 | 0 - 2 | 0 - 2  | Girondins de Bordeaux |
| 16e de finale | FC Magdebourg | 0 - 1 | 0 - 2 | 0 - 1  | Girondins de Bordeaux |
| 8e de finale  | AS Rome       | 5 - 0 | 7 - 0 | 2 - 0  | Girondins de Bordeaux |

#### 1993-1994
Coupe UEFA :
| Tour          | Club                  | Aller | Total | Retour | Club                  |
| ------------- | --------------------- | ----- | ----- | ------ | --------------------- |
| 32e de finale | Bohemians FC          | 0 - 1 | 0 - 6 | 0 - 5  | Girondins de Bordeaux |
| 16e de finale | Girondins de Bordeaux | 2 - 1 | 3 - 1 | 1 - 0  | Servette FC           |
| 8e de finale  | Girondins de Bordeaux | 1 - 0 | 1 - 3 | 0 - 3  | Karlsruher SC         |

#### 1994-1995
Coupe UEFA :
| Tour          | Club                  | Aller | Total | Retour | Club                  |
| ------------- | --------------------- | ----- | ----- | ------ | --------------------- |
| 32e de finale | Girondins de Bordeaux | 3 - 1 | 5 - 1 | 2 - 0  | Lillestrøm SK         |
| 16e de finale | GKS Katowice          | 1 - 0 | 2 - 1 | 1 - 1  | Girondins de Bordeaux |

#### 1995-1996
Coupe Intertoto 1995 :
| Tour    | Club                  | Score | Club                  |
| ------- | --------------------- | ----- | --------------------- |
| Groupes | Girondins de Bordeaux | 6 - 2 | IFK Norrköping        |
| Groupes | Bohemians             | 0 - 2 | Girondins de Bordeaux |
| Groupes | Girondins de Bordeaux | 4 - 0 | OB Odense             |
| Groupes | HJK Helsinki          | 1 - 1 | Girondins de Bordeaux |

| Rang | Équipe                | Pts | J | G | N | P | Bp | Bc | Diff |
| ---- | --------------------- | --- | - | - | - | - | -- | -- | ---- |
| 1    | Girondins de Bordeaux | 10  | 4 | 3 | 1 | 0 | 13 | 3  | +10  |
| 2    | OB Odense             | 9   | 4 | 3 | 0 | 1 | 7  | 7  | 0    |
| 3    | HJK Helsinki          | 5   | 4 | 1 | 2 | 1 | 6  | 6  | 0    |
| 4    | IFK Norrköping        | 4   | 4 | 1 | 1 | 2 | 10 | 10 | 0    |
| 5    | Bohemians             | 0   | 4 | 0 | 0 | 4 | 2  | 12 | -10  |

| Tour          | Club                  | Score | Club                |
| ------------- | --------------------- | ----- | ------------------- |
| 8e de finale  | Girondins de Bordeaux | 3 - 0 | Eintracht Francfort |
| 1/4 de finale | Girondins de Bordeaux | 2 - 0 | SC Heerenveen       |

| Tour        | Club          | Aller | Total | Retour | Club                  |
| ----------- | ------------- | ----- | ----- | ------ | --------------------- |
| Demi-finale | Karlsruher SC | 0 - 2 | 2 - 4 | 2 - 2  | Girondins de Bordeaux |

Bordeaux déclaré vainqueur de la Coupe Intertoto 1995 (avec Strasbourg).
Coupe UEFA :
| Tour          | Club                  | Aller | Total | Retour | Club                  |
| ------------- | --------------------- | ----- | ----- | ------ | --------------------- |
| 32e de finale | Vardar Skopje         | 0 - 2 | 1 - 3 | 1 - 1  | Girondins de Bordeaux |
| 16e de finale | Girondins de Bordeaux | 2 - 1 | 3 - 1 | 1 - 0  | Rotor Volgograd       |
| 8e de finale  | Girondins de Bordeaux | 2 - 0 | 3 - 2 | 1 - 2  | Betis Séville         |
| 1/4 de finale | Milan AC              | 2 - 0 | 2 - 3 | 0 - 3  | Girondins de Bordeaux |
| Demi-finale   | Slavia Prague         | 0 - 1 | 0 - 2 | 0 - 1  | Girondins de Bordeaux |
| Finale        | Bayern Munich         | 2 - 0 | 5 - 1 | 3 - 1  | Girondins de Bordeaux |

La victoire 3-0 en quart de finale face à l'AC Milan a marqué les supporters. Les Milanais, s'étant imposés chez eux sur la pelouse du Stadio San Siro lors du match aller sur le score de 2 à 0 (grâce aux réalisations d'Eranio et Roberto Baggio), sont largement favoris pour la qualification en demi-finale à la veille du match retour. De plus, au niveau national, les Girondins ne sont pas au mieux : en championnat, alors 14e et stagnant dans les bas-fonds du classement, ils vont essentiellement passer leur saison à batailler pour assurer leur maintien au sein de l'élite. De plus, ils se sont fait sortir au stade des 16e de finale de la Coupe de France par le Sporting Toulon Var, alors en National. Cette élimination a scellé le sort de l’entraîneur Slavoljub Muslin, remplacé dès le lendemain du match par Gernot Rohr.
À la quatorzième minute, à la suite d'une transversale de Richard Witschge, Bixente Lizarazu, capitaine des Girondins récupère le ballon, efface Alessandro Costacurta pour offrir le premier but à Didier Tholot seul au deuxième poteau. Bordeaux mène (1-0). À la 64e minute, à la suite d'une faute sur le côté gauche du but milanais, un coup franc est donné pour les Girondins. Zinédine Zidane le tire rentrant mais le dos de l'arbitre, Monsieur Ahmet Çakar renvoie le ballon au second poteau. Christophe Dugarry reprend la balle pour le deux à zéro. Six minutes plus tard, Zinédine Zidane remonte le ballon et offre un caviar en deux temps à Dugarry qui attend que le ballon le dépasse pour inscrire le troisième but des Girondins d’une frappe soudaine. C'est le but de la qualification et de la victoire bordelaise.[réf. nécessaire]
Ce jour-là, l'AC Milan subit sa première défaite européenne par trois buts d'écart depuis 1978 lors d'un match les opposant à Manchester City,.
Deux mois plus tard, après avoir effacé le SK Slavia Prague en demi-finale, les Girondins s'inclinent en finale contre le Bayern Munich. À cette époque, la finale se jouait lors de deux confrontations. Lors du premier rendez-vous, Bordeaux s’était incliné à l'Olympiastadion (2-0) où Thomas Helmer et Mehmet Scholl marquaient pour l'équipe de Franz Beckenbauer. Les absences de Christophe Dugarry et Zinédine Zidane à l’aller ont été un handicap certain pour les Aquitains. Il n’y aura pas de surprise lors de du match retour, les Allemands prenant le dessus (3-1) lors d'une rencontre marquée notamment par une violente semelle du bulgare Emil Kostadinov en première période sur le capitaine bordelais Bixente Lizarazu, rendant indisponible ce dernier pour le reste de la rencontre.

#### 1997-1998
Coupe UEFA :
| Tour          | Club                  | Aller | Total | Retour  | Club        |
| ------------- | --------------------- | ----- | ----- | ------- | ----------- |
| 32e de finale | Girondins de Bordeaux | 0 - 0 | 0 - 1 | 0 - 1ap | Aston Villa |

#### 1998-1999
Coupe UEFA :
| Tour          | Club                  | Aller | Total  | Retour | Club                  |
| ------------- | --------------------- | ----- | ------ | ------ | --------------------- |
| 32e de finale | Girondins de Bordeaux | 1 - 1 | 3 - 2  | 2 - 1  | Rapid Vienne          |
| 16e de finale | Vitesse Arnhem        | 0 - 1 | 1 - 3  | 1 - 2  | Girondins de Bordeaux |
| 8e de finale  | Grasshopper Zurich    | 3 - 3 | 3 - 3E | 0 - 0  | Girondins de Bordeaux |
| 1/4 de finale | Girondins de Bordeaux | 2 - 1 | 2 - 7  | 0 - 6  | Parme AC              |

#### 1999-2000
Ligue des champions :
Première phase de groupes (groupe G) :
| Tour      | Club                  | Score | Club                  |
| --------- | --------------------- | ----- | --------------------- |
| Groupes 1 | Sparta Prague         | 0 - 0 | Girondins de Bordeaux |
| Groupes 1 | Girondins de Bordeaux | 3 - 2 | Willem II Tilburg     |
| Groupes 1 | Girondins de Bordeaux | 2 - 1 | Spartak Moscou        |
| Groupes 1 | Spartak Moscou        | 1 - 2 | Girondins de Bordeaux |
| Groupes 1 | Girondins de Bordeaux | 0 - 0 | Sparta Prague         |
| Groupes 1 | Willem II Tilburg     | 0 - 0 | Girondins de Bordeaux |

| Rang | Équipe                | Pts | J | G | N | P | Bp | Bc | Diff |
| ---- | --------------------- | --- | - | - | - | - | -- | -- | ---- |
| 1    | Sparta Prague         | 12  | 6 | 3 | 3 | 0 | 14 | 6  | +8   |
| 2    | Girondins de Bordeaux | 12  | 6 | 3 | 3 | 0 | 7  | 4  | +3   |
| 3    | Spartak Moscou        | 5   | 6 | 1 | 2 | 3 | 9  | 12 | -3   |
| 4    | Willem II Tilburg     | 2   | 6 | 0 | 2 | 4 | 7  | 15 | -8   |

Deuxième phase de groupes (groupe B) :
| Tour      | Club                  | Score | Club                  |
| --------- | --------------------- | ----- | --------------------- |
| Groupes 2 | Valence CF            | 3 - 0 | Girondins de Bordeaux |
| Groupes 2 | Girondins de Bordeaux | 0 - 0 | ACF Fiorentina        |
| Groupes 2 | Manchester United     | 2 - 0 | Girondins de Bordeaux |
| Groupes 2 | Girondins de Bordeaux | 1 - 2 | Manchester United     |
| Groupes 2 | Girondins de Bordeaux | 1 - 4 | Valence CF            |
| Groupes 2 | ACF Fiorentina        | 3 - 3 | Girondins de Bordeaux |

| Rang | Équipe                   | Pts | J | G | N | P | Bp | Bc | Diff |
| ---- | ------------------------ | --- | - | - | - | - | -- | -- | ---- |
| 1    | Manchester United FC     | 13  | 6 | 4 | 1 | 1 | 10 | 4  | +6   |
| 2    | Valence CF               | 10  | 6 | 3 | 1 | 2 | 9  | 5  | +4   |
| 3    | ACF Fiorentina           | 8   | 6 | 2 | 2 | 2 | 7  | 8  | -1   |
| 4    | FC Girondins de Bordeaux | 2   | 6 | 0 | 2 | 4 | 5  | 14 | -9   |

### Années 2000

#### 2000-2001
Coupe UEFA :
| Tour          | Club                  | Aller | Total | Retour  | Club                  |
| ------------- | --------------------- | ----- | ----- | ------- | --------------------- |
| Premier tour  | Lierse SK             | 0 - 0 | 1 - 5 | 1 - 5   | Girondins de Bordeaux |
| 32e de finale | Girondins de Bordeaux | 1 - 1 | 3 - 2 | 2 - 1ap | Celtic Glasgow        |
| 16e de finale | Girondins de Bordeaux | 4 - 1 | 4 - 1 | 0 - 0   | Werder Brême          |
| 8e de finale  | Rayo Vallecano        | 4 - 1 | 6 - 2 | 2 - 1   | Girondins de Bordeaux |

#### 2001-2002
Coupe UEFA :
| Tour          | Club                  | Aller | Total | Retour | Club              |
| ------------- | --------------------- | ----- | ----- | ------ | ----------------- |
| Premier tour  | Girondins de Bordeaux | 5 - 1 | 6 - 4 | 1 - 3  | Debrecen VSC      |
| 32e de finale | Girondins de Bordeaux | 2 - 0 | 4 - 0 | 2 - 0  | Standard de Liège |
| 16e de finale | Girondins de Bordeaux | 1 - 0 | 1 - 2 | 0 - 2  | Roda JC           |

#### 2002-2003
Coupe UEFA :
| Tour          | Club                  | Aller | Total  | Retour | Club                  |
| ------------- | --------------------- | ----- | ------ | ------ | --------------------- |
| Premier tour  | Girondins de Bordeaux | 6 - 0 | 10 - 1 | 4 - 1  | Matador Puchov        |
| 32e de finale | Djurgårdens IF        | 0 - 1 | 1 - 3  | 1 - 2  | Girondins de Bordeaux |
| 16e de finale | Girondins de Bordeaux | 0 - 2 | 2 - 4  | 2 - 2  | RSC Anderlecht        |

#### 2003-2004
Coupe UEFA :
| Tour          | Club                  | Aller | Total | Retour | Club                  |
| ------------- | --------------------- | ----- | ----- | ------ | --------------------- |
| Premier tour  | Girondins de Bordeaux | 2 - 1 | 3 - 2 | 1 - 1  | Artmedia Petrzalkaö   |
| Deuxième tour | Girondins de Bordeaux | 0 - 1 | 2 - 1 | 2 - 0  | Heart of Midlothian   |
| 16e de finale | Dyskobolia            | 0 - 1 | 1 - 4 | 1 - 3  | Girondins de Bordeaux |
| 8e de finale  | Girondins de Bordeaux | 3 - 1 | 4 - 1 | 1 - 0  | FC Bruges             |
| 1/4 de finale | Girondins de Bordeaux | 1 - 2 | 2 - 4 | 1 - 2  | Valence CF            |

#### 2006-2007
Ligue des champions :
| Tour    | Club                  | Score | Club                  |
| ------- | --------------------- | ----- | --------------------- |
| Groupes | Galatasaray           | 0 - 0 | Girondins de Bordeaux |
| Groupes | Girondins de Bordeaux | 0 - 1 | PSV Eindhoven         |
| Groupes | Girondins de Bordeaux | 0 - 1 | Liverpool             |
| Groupes | Liverpool             | 3 - 0 | Girondins de Bordeaux |
| Groupes | Girondins de Bordeaux | 3 - 1 | Galatasaray           |
| Groupes | PSV Eindhoven         | 1 - 3 | Girondins de Bordeaux |

| Rang | Équipe                | Pts | J | G | N | P | Bp | Bc | Diff |
| ---- | --------------------- | --- | - | - | - | - | -- | -- | ---- |
| 1    | Liverpool             | 13  | 6 | 4 | 1 | 1 | 11 | 5  | +6   |
| 2    | PSV Eindhoven         | 10  | 6 | 3 | 1 | 2 | 6  | 6  | 0    |
| 3    | Girondins de Bordeaux | 7   | 6 | 2 | 1 | 3 | 6  | 7  | -1   |
| 4    | Galatasaray           | 4   | 6 | 1 | 1 | 4 | 7  | 12 | -5   |

Coupe UEFA :
| Tour          | Club                  | Aller | Total | Retour  | Club              |
| ------------- | --------------------- | ----- | ----- | ------- | ----------------- |
| 16e de finale | Girondins de Bordeaux | 0 - 0 | 0 - 1 | 0 - 1ap | Osasuna Pampelune |

#### 2007-2008
Coupe UEFA :
| Tour         | Club           | Aller | Total | Retour | Club                  |
| ------------ | -------------- | ----- | ----- | ------ | --------------------- |
| Premier tour | Tampere United | 2 - 3 | 3 - 4 | 1 - 1  | Girondins de Bordeaux |

| Tour    | Club                  | Score | Club                  |
| ------- | --------------------- | ----- | --------------------- |
| Groupes | Girondins de Bordeaux | 2 - 1 | Galatasaray           |
| Groupes | Austria Vienne        | 1 - 2 | Girondins de Bordeaux |
| Groupes | Girondins de Bordeaux | 2 - 1 | Helsingborgs IF       |
| Groupes | Panionios             | 2 - 3 | Girondins de Bordeaux |

| Rang | Équipe                | Pts | J | G | N | P | Bp | Bc | Diff |
| ---- | --------------------- | --- | - | - | - | - | -- | -- | ---- |
| 1    | Girondins de Bordeaux | 12  | 4 | 4 | 0 | 0 | 9  | 5  | +4   |
| 2    | Helsingborgs IF       | 7   | 4 | 2 | 1 | 1 | 8  | 5  | +3   |
| 3    | Galatasaray           | 4   | 4 | 1 | 1 | 2 | 6  | 5  | +1   |
| 4    | Paniónios GSS         | 4   | 4 | 1 | 1 | 2 | 4  | 7  | -3   |
| 5    | Austria Vienne        | 1   | 4 | 0 | 1 | 3 | 1  | 6  | -5   |

| Tour          | Club           | Aller | Total | Retour | Club                  |
| ------------- | -------------- | ----- | ----- | ------ | --------------------- |
| 16e de finale | RSC Anderlecht | 2 - 1 | 3 - 2 | 1 - 1  | Girondins de Bordeaux |

#### 2008-2009
Ligue des champions :
Les Girondins de Bordeaux sont engagés en Ligue des champions pour le compte de la saison 2008-2009. Grâce à leur deuxième place obtenue lors du Championnat de France ils entreront en compétition au stade de la phase de poule. Éliminés au premier tour, les Bordelais joueront la Coupe UEFA.
| Tour    | Club                  | Score | Club                  |
| ------- | --------------------- | ----- | --------------------- |
| Groupes | Chelsea               | 4 - 0 | Girondins de Bordeaux |
| Groupes | Girondins de Bordeaux | 1 - 3 | AS Roma               |
| Groupes | Girondins de Bordeaux | 1 - 0 | CFR 1907 Cluj         |
| Groupes | CFR 1907 Cluj         | 1 - 2 | Girondins de Bordeaux |
| Groupes | Girondins de Bordeaux | 1 - 1 | Chelsea               |
| Groupes | AS Roma               | 2 - 0 | Girondins de Bordeaux |

| Rang | Équipe                | Pts | J | G | N | P | Bp | Bc | Diff |
| ---- | --------------------- | --- | - | - | - | - | -- | -- | ---- |
| 1    | AS Roma               | 12  | 6 | 4 | 0 | 2 | 12 | 6  | +6   |
| 2    | Chelsea               | 11  | 6 | 3 | 2 | 1 | 9  | 5  | +4   |
| 3    | Girondins de Bordeaux | 7   | 6 | 2 | 1 | 3 | 5  | 11 | -6   |
| 4    | CFR 1907 Cluj         | 4   | 6 | 1 | 1 | 4 | 5  | 9  | -4   |

Coupe UEFA :
| Tour          | Club                  | Aller | Total | Retour | Club        |
| ------------- | --------------------- | ----- | ----- | ------ | ----------- |
| 16e de finale | Girondins de Bordeaux | 0 - 0 | 3 - 4 | 3 - 4  | Galatasaray |

#### 2009-2010
Ligue des champions :
| Tour    | Club                  | Score | Club                  |
| ------- | --------------------- | ----- | --------------------- |
| Groupes | Juventus              | 1 - 1 | Girondins de Bordeaux |
| Groupes | Girondins de Bordeaux | 1 - 0 | Maccabi Haifa         |
| Groupes | Girondins de Bordeaux | 2 - 1 | Bayern München        |
| Groupes | Bayern München        | 0 - 2 | Girondins de Bordeaux |
| Groupes | Girondins de Bordeaux | 2 - 0 | Juventus              |
| Groupes | Maccabi Haifa         | 0 - 1 | Girondins de Bordeaux |

| Rang | Équipe                | Pts | J | G | N | P | Bp | Bc | Diff |
| ---- | --------------------- | --- | - | - | - | - | -- | -- | ---- |
| 1    | Girondins de Bordeaux | 16  | 6 | 5 | 1 | 0 | 9  | 2  | +7   |
| 2    | Bayern München        | 10  | 6 | 3 | 1 | 2 | 9  | 5  | +4   |
| 3    | Juventus              | 8   | 6 | 2 | 2 | 2 | 4  | 7  | -3   |
| 4    | Maccabi Haïfa         | 0   | 6 | 0 | 0 | 6 | 0  | 8  | -8   |

| Tour          | Club               | Aller | Total | Retour | Club                  |
| ------------- | ------------------ | ----- | ----- | ------ | --------------------- |
| 8e de finale  | Olympiakos         | 0 - 1 | 1 - 3 | 1 - 2  | Girondins de Bordeaux |
| 1/4 de finale | Olympique Lyonnais | 3 - 1 | 3 - 2 | 0 - 1  | Girondins de Bordeaux |

### Années 2010

#### 2012-2013
Ligue Europa :
| Tour    | Club                     | Aller | Total | Retour | Club                  |
| ------- | ------------------------ | ----- | ----- | ------ | --------------------- |
| Barrage | Étoile rouge de Belgrade | 0 - 0 | 2 - 3 | 2 - 3  | Girondins de Bordeaux |

| Tour    | Club                  | Score | Club                  |
| ------- | --------------------- | ----- | --------------------- |
| Groupes | Girondins de Bordeaux | 4 - 0 | Club Brugge KV        |
| Groupes | Newcastle United FC   | 3 - 0 | Girondins de Bordeaux |
| Groupes | CS Marítimo           | 1 - 1 | Girondins de Bordeaux |
| Groupes | Girondins de Bordeaux | 1 - 0 | CS Marítimo           |
| Groupes | Club Brugge KV        | 1 - 2 | Girondins de Bordeaux |
| Groupes | Girondins de Bordeaux | 2 - 0 | Newcastle United FC   |

| Rang | Équipe                | Pts | J | G | N | P | Bp | Bc | Diff |
| ---- | --------------------- | --- | - | - | - | - | -- | -- | ---- |
| 1    | Girondins de Bordeaux | 13  | 6 | 4 | 1 | 1 | 10 | 5  | +5   |
| 2    | Newcastle United FC   | 9   | 6 | 2 | 3 | 1 | 7  | 5  | +2   |
| 3    | CS Marítimo           | 6   | 6 | 1 | 3 | 2 | 4  | 6  | -2   |
| 4    | Club Brugge KV        | 4   | 6 | 1 | 1 | 4 | 6  | 11 | -5   |

| Tour          | Club             | Aller | Total | Retour | Club                  |
| ------------- | ---------------- | ----- | ----- | ------ | --------------------- |
| 16e de finale | Dynamo Kiev      | 1 - 1 | 1 - 2 | 0 - 1  | Girondins de Bordeaux |
| 8e de finale  | Benfica Lisbonne | 1 - 0 | 4 - 2 | 3 - 2  | Girondins de Bordeaux |

#### 2013-2014
Ligue Europa :
| Tour    | Club                  | Score | Club                  |
| ------- | --------------------- | ----- | --------------------- |
| Groupes | Eintracht Francfort   | 3 - 0 | Girondins de Bordeaux |
| Groupes | Girondins de Bordeaux | 1 - 2 | Maccabi Tel-Aviv      |
| Groupes | Girondins de Bordeaux | 2 - 1 | APOEL Nicosie         |
| Groupes | APOEL Nicosie         | 2 - 1 | Girondins de Bordeaux |
| Groupes | Girondins de Bordeaux | 0 - 1 | Eintracht Francfort   |
| Groupes | Maccabi Tel-Aviv      | 1 - 0 | Girondins de Bordeaux |

| Rang | Équipe                | Pts | J | G | N | P | Bp | Bc | Diff |
| ---- | --------------------- | --- | - | - | - | - | -- | -- | ---- |
| 1    | Eintracht Francfort   | 15  | 6 | 5 | 0 | 1 | 13 | 4  | +9   |
| 2    | Maccabi Tel-Aviv      | 11  | 6 | 3 | 2 | 1 | 7  | 5  | +2   |
| 3    | APOEL Nicosie         | 5   | 6 | 1 | 2 | 3 | 3  | 8  | -5   |
| 4    | Girondins de Bordeaux | 3   | 6 | 1 | 0 | 5 | 4  | 10 | -6   |

#### 2015-2016
Ligue Europa :
| Tour           | Club                  | Aller | Total  | Retour | Club          |
| -------------- | --------------------- | ----- | ------ | ------ | ------------- |
| Troisième tour | Girondins de Bordeaux | 3 - 0 | 4 - 0  | 1 - 0  | AEK Larnaca   |
| Barrage        | Girondins de Bordeaux | 1 - 0 | 2E - 2 | 1 - 2  | Kairat Almaty |

| Tour    | Club                  | Score | Club                  |
| ------- | --------------------- | ----- | --------------------- |
| Groupes | Girondins de Bordeaux | 1 - 1 | Liverpool FC          |
| Groupes | Rubin Kazan           | 0 - 0 | Girondins de Bordeaux |
| Groupes | Girondins de Bordeaux | 0 - 1 | FC Sion               |
| Groupes | FC Sion               | 1 - 1 | Girondins de Bordeaux |
| Groupes | Liverpool FC          | 2 - 1 | Girondins de Bordeaux |
| Groupes | Girondins de Bordeaux | 2 - 2 | Rubin Kazan           |

| Rang | Équipe                | Pts | J | G | N | P | Bp | Bc | Diff |
| ---- | --------------------- | --- | - | - | - | - | -- | -- | ---- |
| 1    | Liverpool FC          | 10  | 6 | 2 | 4 | 0 | 6  | 4  | +2   |
| 2    | FC Sion               | 9   | 6 | 2 | 3 | 1 | 5  | 5  | 0    |
| 3    | Rubin Kazan           | 6   | 6 | 1 | 3 | 2 | 6  | 6  | 0    |
| 4    | Girondins de Bordeaux | 4   | 6 | 0 | 4 | 2 | 5  | 7  | -2   |

#### 2017-2018
Ligue Europa :
| Tour           | Club                  | Aller | Total  | Retour | Club        |
| -------------- | --------------------- | ----- | ------ | ------ | ----------- |
| Troisième tour | Girondins de Bordeaux | 2 - 1 | 2 - 2E | 0 - 1  | Videoton FC |

#### 2018-2019
Ligue Europa :
| Tour           | Club         | Aller | Total | Retour | Club                  |
| -------------- | ------------ | ----- | ----- | ------ | --------------------- |
| Deuxième tour  | FK Ventspils | 0 - 1 | 1 - 3 | 1 - 2  | Girondins de Bordeaux |
| Troisième tour | FK Marioupol | 1 - 3 | 2 - 5 | 1 - 2  | Girondins de Bordeaux |
| Barrage        | La Gantoise  | 0 - 0 | 0 - 2 | 0 - 2  | Girondins de Bordeaux |

| Tour    | Club                     | Score | Club                     |
| ------- | ------------------------ | ----- | ------------------------ |
| Groupes | Slavia Prague            | 1 - 0 | Girondins de Bordeaux    |
| Groupes | Girondins de Bordeaux    | 1 - 2 | FC Copenhague            |
| Groupes | Zénith Saint-Pétersbourg | 2 - 1 | Girondins de Bordeaux    |
| Groupes | Girondins de Bordeaux    | 1 - 1 | Zénith Saint-Pétersbourg |
| Groupes | Girondins de Bordeaux    | 2 - 0 | Slavia Prague            |
| Groupes | FC Copenhague            | 0 - 1 | Girondins de Bordeaux    |

| Rang | Équipe                   | Pts | J | G | N | P | Bp | Bc | Diff |
| ---- | ------------------------ | --- | - | - | - | - | -- | -- | ---- |
| 1    | Zénith Saint-Pétersbourg | 11  | 6 | 3 | 2 | 2 | 6  | 5  | +1   |
| 2    | Slavia Prague            | 10  | 6 | 3 | 1 | 2 | 4  | 3  | +1   |
| 3    | FC Girondins de Bordeaux | 7   | 6 | 2 | 1 | 3 | 6  | 6  | 0    |
| 4    | FC Copenhague            | 5   | 6 | 1 | 2 | 3 | 3  | 5  | -2   |

## Statistiques

### Participations
| 1e         |    |    |    |    |    |    |    |    |    |    |    |    |    |    |    |    |    |    |    |    |    |    |    |    |    |    |    |    |    |    |    |    |    |    |    |    |    |    |    |    |    |    |    |    |    |    |    |    |    |    |    |    |    |    |    |
| 2e         |    |    |    |    |    |    |    |    |    |    |    |    |    |    |    |    |    |    |    |    |    |    |    |    |    |    |    |    |    |    |    |    |    |    |    |    |    |    |    |    |    |    |    |    |    |    |    |    |    |    |    |    |    |    |    |
| 1/2        |    |    |    |    |    |    |    |    |    |    |    |    |    |    |    |    |    |    |    |    |    |    |    |    |    |    |    |    |    |    |    |    |    |    |    |    |    |    |    |    |    |    |    |    |    |    |    |    |    |    |    |    |    |    |    |
| 1/4        |    |    |    |    |    |    |    |    |    |    |    |    |    |    |    |    |    |    |    |    |    |    |    |    |    |    |    |    |    |    |    |    |    |    |    |    |    |    |    |    |    |    |    |    |    |    |    |    |    |    |    |    |    |    |    |
| 1/8        |    |    |    |    |    |    |    |    |    |    |    |    |    |    |    |    |    |    |    |    |    |    |    |    |    |    |    |    |    |    |    |    |    |    |    |    |    |    |    |    |    |    |    |    |    |    |    |    |    |    |    |    |    |    |    |
| 1/16       |    |    |    |    |    |    |    |    |    |    |    |    |    |    |    |    |    |    |    |    |    |    |    |    |    |    |    |    |    |    |    |    |    |    |    |    |    |    |    |    |    |    |    |    |    |    |    |    |    |    |    |    |    |    |    |
| 1/32       |    |    |    |    |    |    |    |    |    |    |    |    |    |    |    |    |    |    |    |    |    |    |    |    |    |    |    |    |    |    |    |    |    |    |    |    |    |    |    |    |    |    |    |    |    |    |    |    |    |    |    |    |    |    |    |
| Groupes    |    |    |    |    |    |    |    |    |    |    |    |    |    |    |    |    |    |    |    |    |    |    |    |    |    |    |    |    |    |    |    |    |    |    |    |    |    |    |    |    |    |    |    |    |    |    |    |    |    |    |    |    |    |    |    |
| Barrages   |    |    |    |    |    |    |    |    |    |    |    |    |    |    |    |    |    |    |    |    |    |    |    |    |    |    |    |    |    |    |    |    |    |    |    |    |    |    |    |    |    |    |    |    |    |    |    |    |    |    |    |    |    |    |    |
| 3e t. pré. |    |    |    |    |    |    |    |    |    |    |    |    |    |    |    |    |    |    |    |    |    |    |    |    |    |    |    |    |    |    |    |    |    |    |    |    |    |    |    |    |    |    |    |    |    |    |    |    |    |    |    |    |    |    |    |
| Années     | 65 | 66 | 67 | 68 | 69 | 70 | 71 | 72 | 73 | 74 | 75 | 76 | 77 | 78 | 79 | 80 | 81 | 82 | 83 | 84 | 85 | 86 | 87 | 88 | 89 | 90 | 91 | 92 | 93 | 94 | 95 | 96 | 97 | 98 | 99 | 00 | 01 | 02 | 03 | 04 | 05 | 06 | 07 | 08 | 09 | 10 | 11 | 12 | 13 | 14 | 15 | 16 | 17 | 18 | 19 |

| Coupe d'Europe / Ligue des champions | Coupe des Foires/ Coupe de l'UEFA / Ligue Europa | Coupe des Coupes | Coupe Intertoto |

### Adversaires européens
Le 27 août 2015, les Girondins de Bordeaux égalent le record du plus long déplacement de l'histoire des Coupes d'Europe : 5 956 km lors de son déplacement à Almaty (record établi une semaine avant par le Kairat Almaty lors de son déplacement à Bordeaux au match aller).
Bohemians
St. Patrick's
Fenerbahçe SK
Galatasaray
SL Benfica
Sporting CP
FK Torpedo
Spartak Moscou
Slavia Prague
Sparta Prague
Austria Vienne
Rapid Vienne
CS Marítimo
  Kaïrat Almaty
- Bayern Munich (2)
- Borussia Dortmund
- Eintracht Francfort (2)
- 1. FC Cologne
- Hambourg SV
- Karlsruher SC (2)
- Werder Brême
- Dynamo Berlin
- FC Carl Zeiss Iéna
- Lokomotive Leipzig (2)
- 1. FC Magdebourg
- Aston Villa
- Chelsea FC
- Liverpool FC (2)
- Manchester United
- Newcastle United
- Austria Vienne
- Rapid Vienne
- Club Bruges (2)
- La Gantoise (2)
- Lierse SK
- Standard de Liège
- RSC Anderlecht (2)
- AEK Larnaca
- APOEL Nicosie
- Hajduk Split
- OB Odense
- FC Copenhague
- Celtic Glasgow
- Dunfermline
- Heart of Midlothian
- Athletic Bilbao (2)
- Betis Séville
- Osasuna Pampelune
- Rayo Vallecano
- Valence CF (2)
- Olympique lyonnais
- HJK Helsinki
- Tampere United
- Olympiakos
- Paniónios
- Debrecen VSC
- Újpest FC
- Videoton FC
- Bohemians FC (2)
- St. Patrick's Athletic
- Waterford United
- FK Ventspils
- Víkingur Reykjavík
- Glenavon FC
- ACF Fiorentina
- AS Rome (2)
- Juventus FC (2)
- AC Milan
- Parme AC
- SSC Naples
- Maccabi Haifa
- Maccabi Tel-Aviv
- Kairat Almaty
- Vardar Skopje
- Lillestrøm SK (2)
- PSV Eindhoven (2)
- Roda JC
- SC Heerenveen
- Vitesse Arnhem
- Willem II Tilburg
- Dyskobolia
- GKS Katowice
- Benfica Lisbonne (2)
- CS Maritimo
- FC Porto
- Sporting Portugal
- Slavia Prague (2)
- Sparta Prague
- CFR 1907 Cluj
- Dinamo Bucarest
- Universitatea Craiova
- Rotor Volgograd
- Spartak Moscou
- Torpedo Moscou
- Zénith Saint-Pétersbourg
- Rubin Kazan
- Artmedia Bratislava
- FK Púchov
- Étoile rouge de Belgrade
- Djurgårdens IF
- Helsingborgs IF
- IFK Norrköping
- Grasshopper Zurich
- Servette FC
- FC Sion
- Fenerbahçe
- Galatasaray (3)
- FK Dnipro (2)
- Dynamo Kiev
- FK Marioupol